# Union von 1801

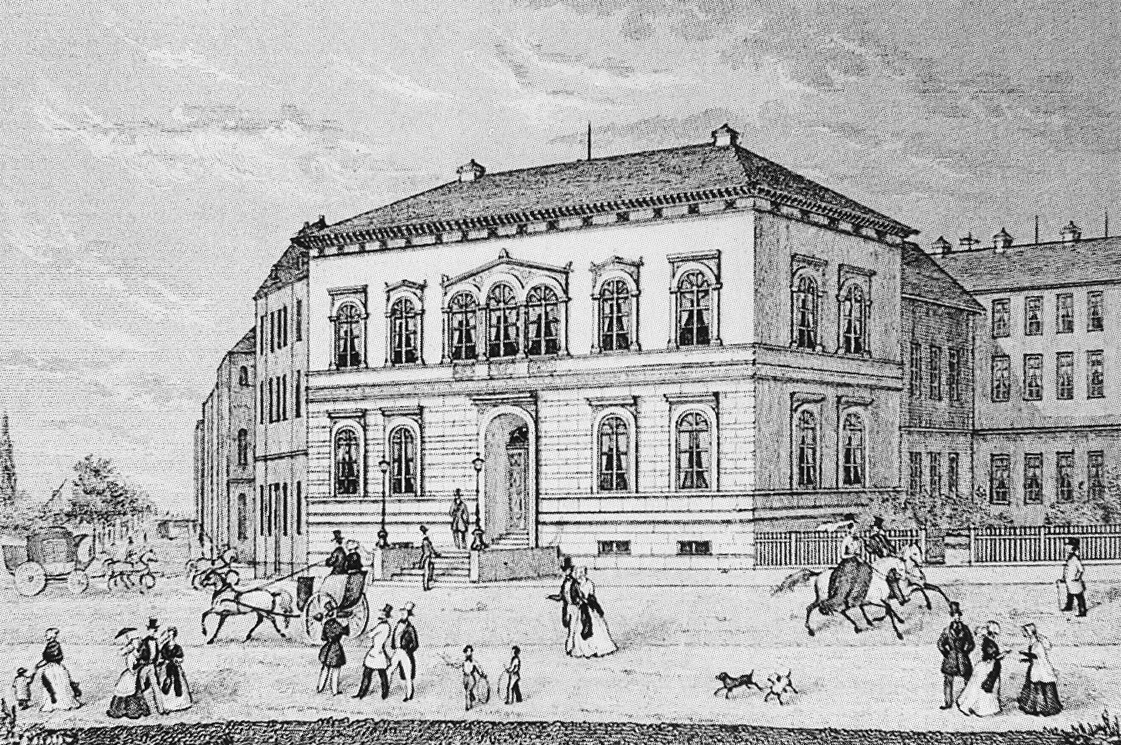
1845: ehemaliges Clubhaus der Union Am Wall

Die Union von 1801 war in Bremen ein Klub für die jungen Kaufleute und ist heute ein Kultur- und Bildungsverein.

## Geschichte

### Gründung
Seit 1795 traf sich ein Kreis junger Kaufleute, 1795 waren es nur drei. Geselligkeit, Spiel und musikalische Unterhaltung wurden in verschiedenen Lokalen oder gemieteten Räumen organisiert. Schon 1797 hatte der Klub 43 Mitglieder, die durch drei „Deputierte“ geführt wurden. Die Mitglieder verfassten ein „Gesetz“ als Regeln für die Vereinigung, die sich 1801 Union nannte. 1803 mieteten sie dauerhaft einen Saal und drei Räume in der Gaststätte Eberlein, Ostertorwall 103. Vorträge, Feste, ab 1807 Vorlesungen, ab 1810 Konzerte sowie Ausstellungen standen auf dem Programm. Die Franzosen schlossen 1813 das Haus. 1813 gab es rund 400 Mitglieder. 1821 kaufte die Union das Nachbarhaus Am Wall 102 an der Ecke zur Ostertorstraße; ein Leseraum und ein größerer Saal entstanden. Die Singakademie von 1815 pflegte enge Kontakte zur Union; sie wurde auch zu einer künstlerischen Vereinigung. 1830, im Jahr eines demokratischen Aufbruchs, wollten auch viele Unionsmitglieder eine reformierte bremische Verfassung; die liberalen, demokratischen Reformen konnten von 1831 bis 1837 gegen den Widerstand des Bürgermeisters Johann Smidt nicht durchgesetzt werden.

### Haus der Union am Wall
1838 erfolgte ein zweigeschossiger fünfachsiger klassizistischer Neubau nach Plänen von Jacob Ephraim Polzin. In diesem Bau war später die Konditorei, Kaffeehaus, Lotterie-Collekte, Comptoir der Weinhandlung Mester & Wiechmann. Die Häuser, nunmehr mit den Nummern 200 und 201, wurden um 1905 abgerissen. Von 1906 bis 1908 entstand hier das ehemalige Polizeihaus, heute Wall-Forum.
Die Union hatte nach dem Neubau von 1838 rund 800 Mitglieder. Der 1856 gegründete Künstlerverein in Bremen nutzte zunächst die Räume der Union, bis 1857 das ehemalige Domkapitelhaus an der Domsheide zum Vereinshaus umgebaut wurde.
Die Bremer Eiswette feierte von 1851 bis 1881 in den Clubräumen der Union. Ab 1870 nahm hier die Kaufmännische Vereinigung ihren Sitz ein.
1873 etablierte sich die Liedertafel der Union. 1888 vereinigte sie sich mit der Neuen Liedertafel von 1860.
Union und der Kaufmännische Verein vereinigten sich um diese Zeit. Die Kaufmännische Schule der Union wurde eingerichtet. 1875 und 1895 (nach einem Brand) erfolgten Umbauten an den Häusern der Union. Seit 1892 gab es die Dramatische Abteilung der Union, die ab 1978 Union-Theater genannt wurde.
Um 1899 hatte die Union rund 2500 Mitglieder. Die Erweiterungspläne von 1899 am Standort scheiterten am Widerstand des Senats, der hier sein Polizeihaus (heute Wall-Forum) bauen wollte. Die Union trat ihr Grundstück ab.

### Haus in der Wachtstraße
1903 bezog die Union ihr neues dreigeschossiges Haus mit dem markanten achtgeschossigen Eckturm und den zwei Giebelrisaliten an der Wachtstraße, Ecke Tiefer (Bild von 1905 als Postkarte). Die Kaufmännische Schule vergrößerte und verselbständigte sich 1907 zu einer Stiftung.
Als die Wirkungsstätte der Bremer Philharmonie an der Domsheide 1915 abbrannte, kam sie bis 1929 in Räumen der Union unter. Im Saal wurde deshalb eine Orgel eingebaut.
1924 schloss sich der Instrumentalverein der Union an. Nach dem 1929 Die Glocke eingeweiht wurde, stagnierten die musikalischen Aktivitäten bei der Union.
Die Handelsschule der Union wurde nach dem Ersten Weltkrieg 1922 als staatlich anerkannte Schule für den Großhandel als Stiftung der Kaufmannschaft zu einer Freien Kaufmännischen Lehranstalt mit einer Kanzlei an der Balgebrückstraße 31.
Der kaufmännische Verein Union führte wissenschaftliche Veranstaltungen durch. Seine Club- und Geschäftsräume befanden sich an der Wachtstraße 9/13. Schule und Verein hatten zwar eigene Organisationen, waren aber noch bis 1945 verbunden. Die Schule wurde in der NS-Zeit eine staatliche Berufsfachschule mit einer Handels- und höheren Handelsschule, und sie wurde ausgebaut.
Die Mitgliederzahl nahm zu. 1938 wurde das Haus der Union an den Staat verkauft. Der Verein Union von 1801 bezog Räume in der Glocke: Vorträge, Konzerte, Feste, die Liedertafel, der Instrumentalverein und die Dramatische Fremdsprachliche Gemeinschaft gehörten zu den Aktivitäten. Hans-Joachim Kulenkampff hatte als Schüler 1939 beim Theater der Union seinen ersten Bühnenauftritt.
Das Gebäude in der Wachtstraße wurde 1944 zerbombt.

### Nach 1945
Ab 1946 war der Verein in wechselnden gemieteten Geschäftsräumen untergebracht; u. a. in der Stadtwaage oder zu Gast bei anderen Einrichtungen wie beim Bremer Presse-Club im Schnoor. Der Präsident der Union war von 1952 bis 1985 Alfred Feuerhahn.
Theater: Die dramaturgische Abteilung der Union wurde ab 1971 von Ewald Ravenschlag geführt und hieß seit 1978 Union-Theater. Es ist das älteste Amateurtheater in Bremen, das an diversen Spielstätten auftrat (Gymnasium am Waller Ring, Kammerspiele Böttcherstraße, Packhaustheater, Altes Postamt). Nach 1945 wurden zumeist drei Inszenierungen gegeben, die bis 4000 Zuschauer jährlich sahen. Das Theater verselbständigte sich als Verein.
Die Union war Träger der 1998 gegründeten Internationalen Schule, Thomas-Mann-Straße (heute International School of Bremen (ISB), Badgasteiner Straße 11)
Der Verein hatte um 2000 rund 800 Mitglieder u. a. hauptsächlich Kaufleute und Freiberufler. Ein Club der Union von 1801, für die unter 40-jährigen Mitglieder, schließt an die Tradition an. Aktueller (2022) Vorsitzender des Vereins ist der Rechtsanwalt Jan Nollmann.

## Persönlichkeiten
- Alfred Feuerhahn, Präsident der Union von 1952 bis 1985, Großhandelskaufmann in Bremen
- Johannes Ihler (1899–1976), Handelslehrer und Politiker (SPD), Leiter der Handelsschule der Union
- Eduard Nößler (1863–1943), Organist, Chordirigent und Komponist, u. a. Gründer der neuen Singakademie und ab 1898 Leiter des Instrumentalvereins und des Männerchors  der Neuen Liedertafel der Union
- Ewald Ravenschlag (* 1935), Schauspieler, früherer Leiter und Ehrenvorsitzender des Union-Theaters